# Storgrund (Lemland, Åland)
För andra betydelser, se Storgrund.
Storgrund är ett grund med en kassunfyr i kommunen Lemland i Åland. Storgrund ligger i den södra delen av landskapet, 21 km sydost om huvudstaden Mariehamn, 1,5 km nordöst om Ledskär och 700 meter öster om Herröskatan.
Fyren markerar farleden genom Ledsund mellan Ledskär och Herröskatan där de stora bilfärjorna mellan Stockholm, Mariehamn och Åbo passerar.